# Ophiorrhiza pileoides
Ophiorrhiza pileoides är en måreväxtart som beskrevs av William Botting Hemsley. Ophiorrhiza pileoides ingår i släktet Ophiorrhiza och familjen måreväxter.
Artens utbredningsområde är Sulawesi. Inga underarter finns listade i Catalogue of Life.